# 萩原麻未
萩原 麻未（はぎわら まみ、1986年（昭和61年）12月2日 - ）は、日本のピアニスト。東京藝術大学准教授。

## 略歴
- 1986年、広島市内の病院で生まれ、その後呉市で育つ。[4][5]。
- 5歳からピアノを始め[1]、高松和、田中美保子らに師事。数ヵ月後に三原市で開かれた「みはらジュニアピアノコンクール」にてpf会賞受賞。
- 1993年、広島市に転居。小嶋素子に師事。
- 2004年〜2005年、クラウディオ・ソアレスに師事。
- 2005年3月、広島音楽高等学校卒業。
- 同年、文化庁海外新進芸術家派遣員として単身フランスに留学し、ジャック・ルヴィエとイタマール・ゴランに師事し室内楽を学ぶ。
- 2010年6月、パリ国立高等音楽・舞踊学校（修士課程）を首席で修了。
- 2011年〜2013年、ロームミュージックファンデーション奨学生。
- 2011年、同学校の室内学科およびパリ地方音楽院室内学科に在籍。
- 2014年、モーツァルテウム音楽院を卒業。
- 2018年 ヴァイオリニストの成田達輝と結婚。
- 2021年5月21日、長女を出産。

## 主な受賞歴
- 1992年 - みはらジュニアピアノコンクール pf会賞受賞（全体）。
- 1996年 - 中国ユース音楽コンクール金賞・最優秀賞。
- 1996年、1998年 - PTNAピアノコンペティション全国決勝大会C級、D級金賞第一位。
- 2000年 - イタリア・パルマドーロ国際コンクールピアノ部門で史上最年少優勝（13歳）[1]。
- 2010年11月18日 - 第65回ジュネーブ国際音楽コンクールピアノ部門で日本人として初優勝[6][7][8][9]。
- 2010年 - 平成22年度 広島市民賞受賞、ひろしまフェニックス賞特別賞受賞[10]
- 2012年 - 第13回ホテルオークラ音楽賞
- 2012年 - 第22回新日鉄音楽賞 フレッシュアーティスト賞 受賞。
- 2012年 - 第22回出光音楽賞受賞。
- 2012年 - 文化庁長官表彰（国際芸術部門）
- 2016年 - 東燃ゼネラル音楽賞 第28回洋楽部門（奨励賞）

## ディスコグラフィ

### アルバム
| リリース日    | タイトル                                                           | 奏者                                         | レーベル                 | 規格        | 規格品番   |
| ------------- | ------------------------------------------------------------------ | -------------------------------------------- | ------------------------ | ----------- | ---------- |
| 2017年5月25日 | フランク&R.シュトラウス:ソナタ                                     | 堤剛(VC)、萩原麻未(P)                        | マイスター・ミュージック | 12cmCD      | MM-4009    |
| 2021年3月24日 | 藤倉大: Akiko's Piano-広島交響楽団2020「平和の夕べ」コンサートより | 下野竜也、広島交響楽団、萩原麻未、藤村実穂子 | SONARE RECORDS           | SACD Hybrid | SICX-10011 |

### 映像作品
| リリース日    | タイトル                               | 奏者       | レーベル       | 規格 | 規格品番  |
| ------------- | -------------------------------------- | ---------- | -------------- | ---- | --------- |
| 2011年5月25日 | ジュネーブ国際音楽コンクール2010ライヴ | 萩原麻未他 | ドリームライフ | DVD  | DLVC-3008 |

## 出演

### テレビ番組
- 目撃!日本列島「広島から世界へ～ピアニスト・萩原麻未の素顔」（2011年02月12日、NHK総合）
- ららら♪クラシック（2012年7月15日、NHK Eテレ）
- 題名のない音楽会「第22回出光音楽賞受賞者ガラコンサート」(2012年9月16日、テレビ朝日)他多数
- 題名のない音楽会「前代未聞！ネット実況風ピアノ協奏曲」(2013年2月24日、テレビ朝日)[11]
- 題名のない音楽会「コンクール優勝者の音楽会」(2015年10月11日、テレビ朝日)[12]
- 題名のない音楽会「五嶋龍の音楽会」(2016年1月24日、テレビ朝日)[13]
- 題名のない音楽会「世界が認めた新世代の音楽会」(2016年2月28日、テレビ朝日)[14]
- 題名のない音楽会「第26回　出光音楽賞受賞者ガラコンサート」(2016年9月4日、テレビ朝日)[15]
- 題名のない音楽会「カンタービレの音楽会」(2017年6月4日、テレビ朝日)[16]
- クラシック倶楽部「堤剛・萩原麻未デュオリサイタル」(2017年9月22日、NHK BSプレミアム)[17]
- 題名のない音楽会「ひとり（ソロ）を楽しむ音楽会」(2020年6月6日、テレビ朝日)[18]
- ドキュメンタリードラマ『Akiko's Piano 被爆したピアノが奏でる和音』(2020年8月15日、NHK BSプレミアム)
- 題名のない音楽会「ドアの向こうの音楽会～ウェディング～」(2022年6月11日、テレビ朝日)[19]
- クラシック倶楽部「レオニダス・カヴァコス バイオリン・リサイタル」(2022年12月28日、NHK BSプレミアム)[20]
- おんがく交差点「珠玉のピアニスト・萩原麻未」(2024年9月7日、BSテレ東)[21]

### CM
- バッケンモーツアルト「からす麦のクッキー」（2020年）

### インタビューなど
- アーティスト・インタビュー 萩原麻未 - ヤマハ
- 第３部　協奏曲に乗せて＜上＞　被爆３世、代役に使命感　ピアニスト　萩原麻未 - 中国新聞
- 萩原麻未 - アヴェ・マリア @ レクイエム・コンサート 20160822 - YouTube
- 萩原麻未 - ひろしま平和の歌 明子さんのピアノ20200715 - YouTube
- 下野竜也+萩原麻未+藤倉大 LIVE トークセッション 20200719 - YouTube

### 音楽配信
- 堤剛(チェロ) 萩原麻未(ピアノ) - mora
- 萩原麻未 - Spotify
- 萩原麻未 - Spotify
- 萩原麻未 - Apple Music